# Mașinăria Rock and Roll
Mașinăria Rock and Roll (Eroi neînsemnați) (1987) (titlu original Little Heroes) este un roman science fiction al scriitorului american Norman Spinrad.

## Intriga
Glorianna O'Toole, Mama Nebună a Rock and Roll-ului, este una dintre puținele persoane care a trăit perioada hippie. Ajunsă la 63 de ani, ea este angajată de "Muzik, Inc." pentru a crea o AP (personalitate artificială) muzicală) care să aducă vânzări fabuloase companiei. Alături de ea sunt aduși Bobby Rubin, un maestru al sintetizatorului vizual, și Sally Genaro, o femei dolofană, acneică, adevărată vrăjitoare a sintetizatorului muzical. Împreună, cei trei realizează AP-ul Red Jack, care sparge topurile muzicale, aducând profitul mult dorit.
Între timp, pe Coasta de Est a Americii, Paco Monaco, un tânăr al străzii o salvează pe Karen Gold de atacul unor violatori. Cei doi se alătură Frontului Eliberării Realității (FER), o grupare care vinde viruși prin intermediul cărora se pot sparge orice programe oficiale, fie că e vorba de conturi bancare, liste de impozite de la fix, ș.a. Paco tocmai a descoperit un nou gadget, casca, care permite o simulare extrem de realistă a lumii ascunse în creierul omenesc. Împreună, cei doi îndrăgostiți extind rețeaua de distribuție a FER-ului, împânzind cu viruși sub forma Red Jack și cu căști localul insalubru "Slimy Mary's", la care lucrează Paco, și localul deținut de "Muzik, Inc.", "Visul American".
Atacul virușilor Red Jack afectează imaginea prospăt createi AP a lui "Muzik, Inc.", așa încât conducătorii companiei vor să o înlocuiască rapid cu alta. Noua stea muzicală, Cyborg Sally, e menită să stârnească impulsurile sexuale ale bărbaților, făcându-i supușii acestei ființe care apare sub forma unei creaturi metalizate, cu dinți ascuțiți și coafură de șerpi.
Cyborg Sally are fața modificată și vocea lui Sally Genaro. Respinsă de bărbați din cauza faptului că e grasă și acneică, Sally se folosește de această hologramă pentru a avea orice bărbat își dorește. Ea pleacă pe Coasta de Est într-un turneu neavizat de conducerea "Muzik, Inc.", ajungând sub protecția lui Paco. Sub amenințarea închisorii pe viață, Bobby este trimis să o aducă înapoi în studio, iar el cere ajutorul Gloriannei.
Deși apariția lui Cyborg Sally în "carne și bobină" a stricat relația dintre Paco și Karen, cei din FER văd o bună oportunitate de a sabota transmisiile muzicale ale "Muzik, Inc.", făcute din "Visul American" către tot globul. Împreună cu Bobby și Glorianna, care li se alătură, ei vor să folosească pretextul unui concert al lui Cyborg Sally pentru a-și trimite către întreg mapamondul virușii care să elibereze oamenii de sub tirania realității oficiale.
În cele din urmă, toată lumea are de câștigat de pe urma acțiunii, deși la un moment dat părea că aceasta se va transforma într-un adevărat masacru. Karen și Paco se împacă, FER-ul își transmite virușii, Sally este acceptată așa cum e în realitate, Bobby scapă de închisoare, Glorianna reînvie adevăratul spirit al rock and roll-ului, iar "Muzik, Inc." dobândește un nou star care să îi aducă veniturile mult visate.

## Mișcarea hippie
Prin intermediul Gloriannei O'Toole, care a fost martora evenimentelor muzicale din perioada hippie și care dorește să reînvie spiritul adevărat al rock and roll-ului, romanul face dese referiri la figuri și evenimente care au marcat lumea muzicală a anilor '60, precum și la stilul de viață hippie, care includea libertatea, sexul neîngrădit, opoziția față de putere, găștile de motocicliști Hells Angels și drogurile. În capitolul Trafic, de exemplu, se rememorează mare parte din drogurile folosite în acele vremuri, majoritatea sub denumirea lor argotică: "iarbă", PCP, STP, "speed" (methedrină), "red" (Seconal), "smack" (heroină). În ceea ce privește LSD-ul, foarte la modă în acele vremuri, el este menționat deseori pe parcursul cărții.
Romanul face aluzie la melodiile Creeple Inside a lui John Lennon , Lucy in the Sky with Diamonds a grupului The Beatles, San Francisco (Be Sure To Wear Flowers In Your Hair) a lui Scott McKenzie, Mr. Tambourine Man și Mighty Quinn ale lui Bob Dylan, Jumpin' Jack Flash a grupului The Rolling Stones, Aquarius din opera rock Hair, Good Golly Miss Molly a grupului Creedence Clearwater Revival și la Jesus Christ Superstar din opera rock omonimă a lui Andrew Lloyd Webber și Tim Rice.
De asemenea, sunt rememorate o serie de grupuri și cântăreți reprezentativi pentru acea perioadă, printre care Jim Morrison, Jefferson Airplaine, Beach Boys sau Mick Jagger. În ceea ce îl privește pe acesta din urmă, Glorianna compară escaladarea violențelor de la "Visul American" din finalul cărții cu Altamont Free Concert din 1969, la care, în timpul reprezentației formației The Rolling Stones, violența în rândul publicului a atins cote paroxistice.

## Limbaj
În dorința de a reda o societate necosmetizată, Spinrad folosește un limbaj foarte liber. Paco Monaco vorbește deseori în spaniolă, cartea conține o serie de termeni argotici specifici suburbiilor și, în plus, sexualitatea este prezentată extrem de explicit, fără aluzii. Acest din urmă aspect a făcut ca unele ediții ale cărții să conțină avertizări legate de vârsta cititorilor.